# Yozgat (provincie)
Yozgat je turecká provincie v centrální části Malé Asie. Jejím hlavním městem je Yozgat. V roce 2000 měla 682 919  obyvatel. Má rozlohu 14 123 km².

## Administrativní členění
Yozgatská provincie se dělí na 14 distriktů:
- Yozgat 113 614
- Akdağmadeni 61 373
- Aydıncık 25 955
- Boğazlıyan 67 184
- Çandır 19 037
- Çayıralan 32 880
- Çekerek 40 689
- Kadışehri 23 317
- Saraykent 26 077
- Sarıkaya 58 026
- Sorgun 120 262
- Şefaatli 30 013
- Yenifakılı 15 603
- Yerköy 48 889